# Paramphiascella langi
Paramphiascella langi är en kräftdjursart som beskrevs av Vervoort 1964. Paramphiascella langi ingår i släktet Paramphiascella och familjen Diosaccidae. Inga underarter finns listade i Catalogue of Life.